# Паина, Анджело
Анджело Паина (итал. Angelo Paina; 19 апреля 1949, Сена-Лодиджана, Ломбардия — 23 июня 2024, Пьяцца-Брембана, Ломбардия) — итальянский футболист, нападающий.

## Карьера

### Клубная карьера
Во взрослом футболе дебютировал в 1966 году, когда был включён в состав «Милана», где провёл один сезон и не разу не вышел на поле, но стал обладателем Кубка Италии. В 1967—1968 годах выступал за «Падову», а затем на два сезона перешёл в «Триестину».
В 1970 году вернулся в «Милан», где принял участие в четырёх матчах. В 1971 году привлёк внимание главного тренера «Таранто» и был включён в состав клуба, где отыграл три сезона. В 1974—1977 годах выступал за «СПАЛ», где принял участие в 85 матчах и забил 26 голов.
В 1977 году перешёл в «Аталанту». Завершил карьеру футболиста в 1980 году в клубе «Триестина», в который вернулся в 1979 году и завоевал Англо-итальянский кубок.

### Смерть
Скончался 23 июня 2024 года в городе Пьяцца-Брембана в возрасте 75 лет из-за осложнений, вызванных болезнью Альцгеймера.

## Достижения
«Милан»
- Обладатель Кубка Италии: 1966/67

«Триестина»
- Обладатель Англо-итальянского кубка: 1980